# Action sociale
Ne doit pas être confondu avec Action sociale (sciences sociales).
Pour le parti politique, voir Action sociale (parti politique).
 (décembre 2018).
 (juillet 2025).
Si vous disposez d'ouvrages ou d'articles de référence ou si vous connaissez des sites web de qualité traitant du thème abordé ici, merci de compléter l'article en donnant les références utiles à sa vérifiabilité et en les liant à la section « Notes et références ».
L’action sociale est l'ensemble des moyens par lesquels une société agit sur elle-même pour préserver sa cohésion, notamment par des dispositifs législatifs ou réglementaires et par des actions visant à aider les personnes ou les groupes les plus fragiles à mieux vivre, à acquérir ou à préserver leur autonomie et à s’adapter au milieu social environnant.

## Définitions
L'action sociale se structure suivant trois principes :
- l'assistance et l'aide aux plus défavorisés, en raison d'un droit à la solidarité nationale ou locale.
- la protection universelle qui a pour but de couvrir certaines catégories de dépenses pour tous les individus
- l'assurance afin de mutualiser les risques et qui est organisée par le droit social.

L'action sociale est à l'expression de l'État-providence. En France la législation sur l'aide sociale est centralisée au sein du Code de l'action sociale et des familles

### Définitions alternatives
À l'image du mot social, le terme action sociale se rencontre également dans des acceptions différentes :
- Le terme action sociale peut designer des actions collectives menées dans le cadre d'un mouvement social[1].
- Par opposition au travail social, le terme action sociale peut être réservé aux moyens mis en œuvre par des personnes ou des organisations dont ce n'est pas le rôle premier (action sociale d'un comité d'entreprise, d'une église…).

### Concepts voisins
- Le travail social est une activité visant à aider à l’adaptation réciproque des individus et de leur milieu social. Il est exercé par des organisations, souvent publiques, employant des travailleurs sociaux. Contrairement à l'action sociale, dont il est un élément important, le travail social ne porte pas de projet de réforme politique de la société.
- Les services sociaux désignent les organismes où les travailleurs sociaux spécialisés se concentrent sur l'assistance aux personnes en difficultés.
- le socialisme est ensemble de mouvements politiques voulant transformer la société.
- la justice sociale, à ne pas confondre avec le droit social est un objectif de l'action sociale visant à réduire les inégalités.
- Le ministère chargé de la politique d'action sociale a aussi été appelé (entre 2002 et 2004) ministère des affaires sociales.

## Histoire
Elle s'est développée à partir de :
- du don et du contre-don

L'action sociale n'existe pas dans la société traditionnelle du haut Moyen Âge. Seule existe la solidarité intrafamiliale, le lignage, et celle du lien qui existe entre un suzerain et son vassal, au travers de l'économie du don et du contre-don. Le don crée des obligations très fortes entre celui qui donne celui qui reçoit et qui doit redonner en échange. La forme moderne est organisée autour de deux notions : le système d'échange local (SEL) et l'aidant familial (le plus souvent une femme) qui aide dans la vie quotidienne son parent âgé ou handicapé.
- la charité. Pour presque toutes les religions, aider son prochain est un devoir, soit pour aimer ou honorer Dieu à travers l'autre, ou pour investir pour sa vie future.

La création des communes au cours des XIe et XIIe siècles avec les associations bourgeoises qui en dépendent, confréries, paroisses et de leurs fabriques, marquent à la fois un essor urbain très important au XIIe siècle (pour la France). Ce développement favorise la création d'œuvres gérées à la fois par l'Église et les bourgeois en faveur des pauvres et des malades, qui vont perdurer avec leur sécularisation jusqu'à notre époque moderne, hôpitaux, hospices (Hôtel-Dieu), maisons de charité, confréries pénitents noirs et blancs,.
- l'ordre public. L'action sociale fournie des moyens de subsistances légaux aux indigents ne pouvant pas travailler (handicapés, enfants…) en échange d'un contrôle quasi carcéral sous l'ancien régime, mais qui se poursuit sous une forme adoucie (contrat d'insertion, contrôle de la fraude aux prestations sociales pour le RMI puis le RSA).

Le développement de l'économie dans les villes dès la fin du Moyen Âge sépare le travail des autres activités de la vie quotidienne et tend à créer une organisation sociale atomisée entre les clercs, dans les corporations entre maîtrise et compagnon), entre les bourgeois qui cherchent à entrer dans la noblesse et la masse de la populace qui n'a d'autre choix que de proposer sa force de travail, ses bras pour vivre (manouvrier et journaliers). L'action sociale sous la forme de la charité puis de la bienfaisance est née de cette séparation que Marx nomme classes sociales (bien que cette notion n'existe pas avant le XIXe siècle). À partir du XVIe siècle, le royaume est confronté à deux préoccupations, l'équilibre financier des Hôtel-Dieu et le contrôle des populations pauvres de plus en plus considérées comme dangereuses (Michel Foucault histoire de la folie). Le Lieutenant général de police est chargé en 1690 par le roi Louis XIV du contrôle à fois de l'hôpital de la charité et des maisons de force (prison). Cette étape est symbolique de l'intervention de l'État en tant qu'acteur de l'action sociale. À la même période, la charge royale de médecin des pauvres est exercée par Théophraste Renaudot qui crée à Paris, le premier mont-de-piété (ma tante) pour lutter contre l'usure et le bureau d'adresse (bureau de placement pour trouver un travail), ce sont les toutes premières formes de l'action sociale en rapport avec les difficultés économiques et la pauvreté.
- la solidarité. Les droits de l'homme reconnaissent un minimum de droits dits sociaux que l'État garantit à travers l'action sociale. L'histoire de l'action sociale en France est celle d'une laïcisation et un élargissement de la charité religieuse, à la bienfaisance, puis l'assistance, et maintenant à la justice sociale. Léon Bourgeois au travers du solidarisme va œuvrer pour que se mette ne place la solidarité de tous les citoyens au travers de l'État-providence. De la même manière les autres États européens vont mettre en place cette solidarité, en Allemagne sera sous l'influence du Zentrum le parti chrétien avant même la guerre de 1914.

En France, les catholiques (Christine Boutin) soutiennent la politique familiale à la fois pour des raisons historiques de problèmes démographiques, (faiblesse démographique de l'entre-deux-guerres) et leur vision philosophique de la famille.
- l'hygiénisme. Un accès universel à certains services d'éducation, de soin, salubrité de la ville, est de l'intérêt évident de l'ensemble de la société, au minimum pour limiter la mortalité et les épidémies.

Pasteur, Broussais, mais aussi quotidien les dispensaires et centres municipaux de santé, qui luttent contre la tuberculose, le saturnisme, pour la protection maternelle et infantile. En matière de salubrité le préfet et ses poubelles. La mise en place sous le Second Empire d'un réseau d'égout et d'eau potable à Paris. La liste est longue des mesures d'hygiène qui vont améliorer la vie quotidienne des habitants. Tous ces services se mettent en place en près d'un siècle.

## Composantes
L'action sociale regroupe :
- la protection sociale, qui est une assurance liée au travail.
- l'assistance sociale, qui soutient ceux qui rencontrent des difficultés d'accès au travail ainsi que l'aide sociale pour lutter contre la pauvreté.
- La politique familiale expression de la solidarité envers les familles (riches ou non).
- la prévention et l'animation, dans un objectif de santé publique et de prévention de la délinquance.

## Critiques
- Dans les sociétés occidentales, l'action sociale représente une part importante des dépenses publiques. Son bien-fondé est rarement remis en cause. Pour autant, les différentes forces politiques proposent des politiques sociales différentes, en particulier vis-à-vis de l'État-providence.
- les libertariens réfutent le principe d'une action organisée sur la société, au profil d'une coopération libre et volontaire entre les individus
- les communistes considèrent que l'action sociale résulte de « l'affrontement entre deux classes. Ils considèrent que cette action sociale est, dans les sociétés capitalistes, le stratagème produit par la classe bourgeoise qui, en acceptant de se départir d'une proportion de la plus-value, espère étouffer les aspirations égalitaristes du prolétariat ».